# 미녀 삼총사 3
《미녀 삼총사 3》(영어: Charlie's Angels)는 2019년 개봉한 미국의 액션 코미디 영화이다. 엘리자베스 뱅크스가 감독과 공동각본을 맡았다. 미녀 삼총사 영화 시리즈의 세 번째 작품이자 스핀오프이다(초기에는 리부트로 알려졌으나, 뱅크스 감독이 부정하였다).
대한민국에서는 극장 개봉하지 않고 2020년 2월 6일 올레 TV를 통해 공개되었다. 2월 1일 TV 시사회로 무료 상영되었다.

## 줄거리
'엔젤'은 여성 스파이 요원들로 타운젠드 에이전시에 소속되어 있다. 신원불명의 '찰리'라는 자가 수장이며 그 아래에 '보즐리'라는 코드네임을 부여받은 이들이 엔젤들을 지휘한다. 엔젤 요원 사비나는 리우데자네이루에서 위장 임무를 수행한다. 횡령 범죄를 저지른 국제 범죄자 '호주인 조니'는 사비나에게 감쪽같이 속아 결박되었고 사비나의 동료 제인과 다른 엔젤들이 나타나 조니의 부하들을 일망타진한다. 뒤이어 존 보즐리가 나타나 조니를 인계받는다.
그로부터 1년이 지나, 존 보즐리는 은퇴한다. 타운젠드 에이전시는 내부고발자 '엘레나'와 접촉하기로 한다. 엘레나는 함부르크 소재의 첨단 기업 '브록'의 연구원으로, 브록에서 제작한 신제품 '컬리스토'가 EMP를 이용한 살인무기로 악용될 수 있음을 발견했지만 상사인 플레밍에게 묵살된 상황이었다. 에드거 보즐리가 제자인 제인과 사비나를 이끌고 엘레나와 접촉하던 도중에, 의문의 킬러가 그들을 습격한다. 도심에서 추격전이 벌어지고 에드거가 살해당한다. 엘레나를 데리고 간신히 도망친 그들은 또 다른 보즐리인 레베카와 만나 컬리스토의 시제품을 입수하기로 한다. 한편, 존 보즐리는 레베카가 자기도 모르게 몸속에 추적장치를 심었음을 알게 된다.
브록사에 침투하여 첩보 작전을 펼쳐 컬리스토의 소재를 찾아내었지만, 플레밍이 시제품을 이미 가져가 버린 상황이었다. 엘레나가 한 개를 확보하였지만, 탈출 작전에 EMP를 사용해 버려서 쓸모없게 된다(도중에 동료였던 경비원이 죽게 되는 사고도 발생한다). 플레밍의 소재지를 추적하여 그가 터키 이스탄불에서 일전의 킬러와 동행하고 있는 것을 발견하고 엔젤은 이스탄불로 향한다. 제인의 과거 인맥인 파티마의 도움을 받아 플레밍이 컬리스토를 거래하려는 현장을 찾아낸다. 거래 상대는 놀랍게도 경찰에 넘겨졌을 '호주인 조니'였다. 조니는 보스 대신 나왔다면서 컬리스토를 작동시켜 누군가를 죽여 보라고 하지만 플레밍이 난색을 표하자 그를 죽이고 컬리스토를 가져간다. 엔젤이 막아보려 했지만 결국 실패하고, 일련의 상황을 레베카 보즐리에게 보고하지만 그녀는 어디론가 사라져 버린다. 이에 엔젤은 상사인 보즐리에게 의심을 품게 된다.
엔젤이 은신처에 있을 때 레베카 보즐리가 돌아오는데 뒤에서 존 보즐리가 나타나 레베카를 쏘고, 엘레나를 데려간다. 레베카는 사비나와 제인을 만나 자신은 배후가 아니며 오히려 은퇴한 존 보즐리를 의심하고 있다고 밝힌다. 존 보즐리는 엘레나를 붙잡고 컬리스토의 작동법을 묻지만 엘레나는 거부한다. 존 보즐리는 브록사 회장에게 고용되어 있었으며, 은퇴 후 컬리스토를 이용한 무기 사업을 획책하고 있었다. 엘레나의 동료 직원을 인질로 잡아 컬리스토를 확보한 존 보즐리는 브록 회장도 배신한다. 그러나 그들은 엘레나를 구출하러 온 사비나와 제인의 공격을 받는다. 제인이 킬러를 사살하고 사비나가 엘레나를 구한다. 존 보즐리가 무장요원들을 이끌고 나타나 엔젤을 궁지에 몰아넣지만, 잠복해 있던 레베카 보즐리와 다른 엔젤들에게 무력화된다.
일련의 사건들이 끝나고 브록 회장은 체포된다. 엘레나는 사건에서의 능력을 입증하여 정식으로 엔젤이 되고, 다른 엔젤들로부터 훈련을 받기 시작한다.

## 출연자
| - 크리스틴 스튜어트 - 사비나 윌슨 - 나오미 스콧 - 엘레나 허플린 - 엘라 벌린스카 - 제인 카노 - 엘리자베스 뱅크스 - 레베카 / 보즐리 - 자이먼 운수 - 에드거 드상주 / 보즐리 - 샘 클라플린 - 알렉산더 브록 - 냇 팩슨 - 피터 플레밍 - 노아 센티네오 - 랭스턴 - 패트릭 스튜어트 - 존 보즐리 - 크리스 팡 - 조니 스미스 - 조너선 터커 - 호댁 - 루이스 헤라르도 멘데스 - 세인트 - 로버트 클롯워디 - 찰리 (목소리 출연) - 하나 훅스트라 - 잉그리드 - 데이비드 슈터 - 랠프 - 마리루 셀렘 - 파티마 아메드 | 모두 쿠키 영상에서 엘레나를 훈련시켜주는 교관 역으로 등장한다. 이 중 재클린 스미스의 '켈리'는 원작 드라마의 주연이다. - 헤일리 스타인펠드 - 릴리 라인하트 - 앨리 레이스먼 - 클로이 김 - 론다 라우시 - 더니카 패트릭 - 라번 콕스 - 마이클 스트레이핸 - 재클린 스미스 - 켈리 개릿 |  |